# Bogoljub Jevtić
Bogoljub Jevtić (Kragujevac, 24. prosinca 1886. — Pariz, 1960.), srpski političar i diplomat. Predsjednik Vlade Kraljevine Jugoslavije od 20. prosinca 1934. do 24. lipnja 1935.

## Životopis
Rođen je 1886. godine u Kragujevcu. Završio je gimnaziju u svom rodnom gradu, a u Beogradu 1911. godine završio Pravni fakultet. U Berlinu je bio učenik Visoke komercijalne škole. Sudjelovao je kao borac, rezervni časnik u Balkanskim ratovima i Prvom svjetskom ratu. Radio je kao pisar u poslanstvu Kraljevine Srbije u Stockholmu 1917. godine. U Londonu je bio postavljen na mjesto tajnika poslanstva od srpnja 1918. Jevtić je bio Šef odsjeka u odjeljenju za provedbu međunarodnih ugovora pri Predsjedništvu vlade od travnja 1920. godine. Bio je glavni tajnik jugoslavenskog poslanstva u Reparacijskoj komisiji u Parizu od prosinca iste godine. Radio je kao savjetnik poslanstva Kraljevine Srba, Hrvata i Slovenaca u Parizu i Bruxellesu od 1924. Jevtić je zatim bio postavljen za opunomoćeneg ministra u Tirani od 9. travnja 1926., a u Beču i Budimpešti od 13. siječnja 1928. godine. Ministar dvora Jevtić je bio od 25. siječnja 1929. do 1932. godine. Obavljao je posao vršitelja dužnosti pomoćnika ministra vanjskih poslova, pored redovnih dužnosti, od 3. veljače 1929. do 29. listopada 1930. godine. Na mjesto ministra vanjskih poslova postavljen je 2. srpnja 1932. godine.
Na putu za Pariz, 9. listopada 1934, kralj Aleksandar je ubijen u Marseilleu. Ministar vanjskih poslova, Bogoljub Jevtić, prvi je prišao izdahnulom kralju. Jevtić, čiji se automobil nalazio iza kraljevog, po pucnjavi, prišao je u žurbi kraljevom automobilu, i vidio da je kralj Aleksandar I. Karađorđević izrešetan mecima iz revolvera velikog kalibra bio trenutno mrtav. Smrt kralja Aleksandra odmah je ideologizirana. U skladu s njegovom jugoslavenskom ideologijom, izbačeno je da su mu posljednje riječi bile: „Čuvajte mi Jugoslaviju.“ S tim naslovima pojavila se Politika, 10. listopada; glavni naslov u Vremenu bio je „Od danas za svakog Jugoslovena postoji samo jedan pozdrav — Čuvajte Jugoslaviju.“ Te dvije riječi, kao kraljev idejni testament izbacio je Bogoljub Jevtić.